# 楞伽師資記
《楞伽師資記》，又名《楞伽師資血脈記》，作者為唐代淨覺禪師，於唐代景龍二年（708年）編著，收入《大正藏》第85冊。內容為記載禪宗菩提達磨直到玉泉神秀之間的傳承。今本出自燉煌藏書，是重要的早期禪宗文獻。